# Amata gilolensis
Amata gilolensis là một loài bướm đêm thuộc phân họ Arctiinae, họ Erebidae.